# سرو دل بولسون
سرو دل بولسون (به اسپانیایی: Cerro del Bolsón) یک کوه در آرژانتین است که در استان توکومان واقع شده‌است. سرو دل بولسون ۵٬۵۵۲ متر بالاتر از سطح دریا واقع شده‌است.